# Lothar Beckel

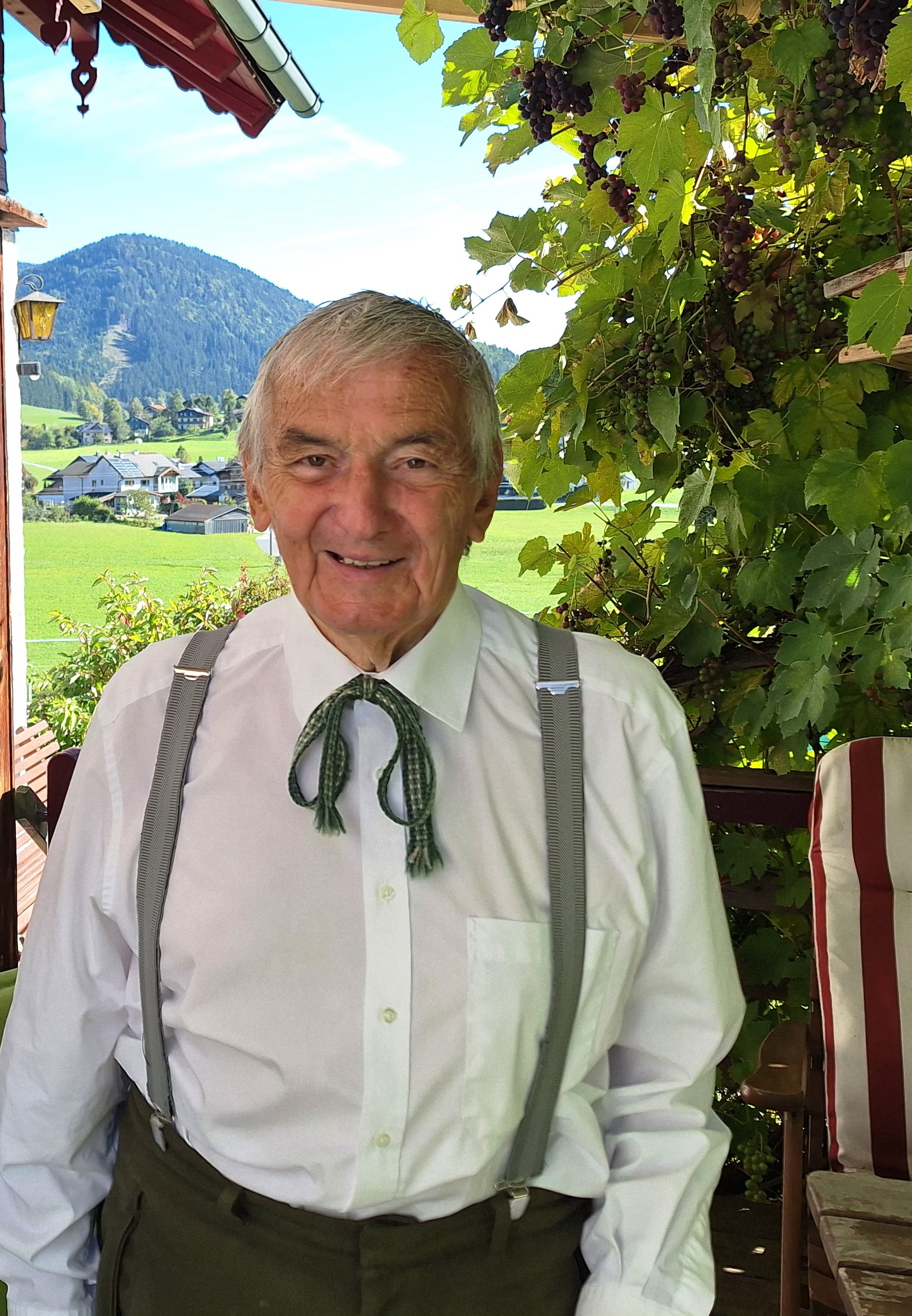
Dr. Beckel in seiner Weinlaube in Faistenau, Herbst 2023

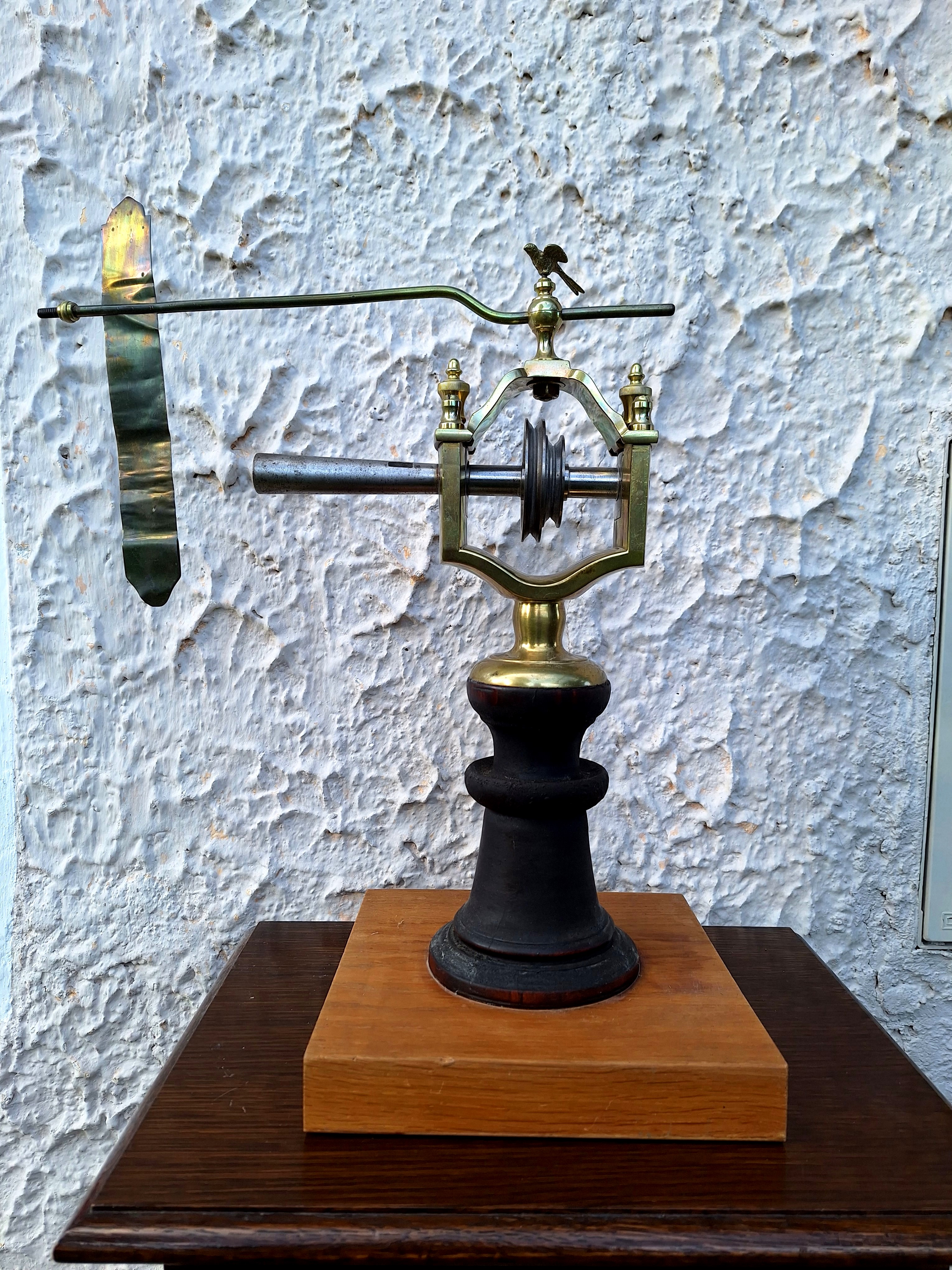
Graveur-Maschine, hergestellt von Hermann Beckel, sp. 19. Jahrhundert.

Lothar Beckel (* 15. August 1934 in Langenau, Tschechoslowakei) ist ein Kartograf, Unternehmer, Flieger und war 1977 österreichischer ESA-Astronautenkandidat.

## Herkunft
Lothar Beckel ist das einzige Kind von Ilse Beckel, geb. Wünsch (* 5. Oktober 1911; † 3. Feber 1971), und Edwin Beckel (* 11. März 1908; † 9. Oktober 1975), der 1940 seinen elterlichen Betrieb übernehmen konnte, nachdem er eine Schlosserlehre absolviert und 1937 einen Gewerbeschein erworben hatte. Im Berechtigungsdokument wird das Unternehmen in Langenau Nr. 144 beschrieben: Fabrikmäßige Maschinen u. Formenerzeugung, verbunden mit Metall u. Eisengießerei. Das Unternehmen stellte Glasbearbeitungsmaschinen her, mit denen Glashütten ausgerüstet wurden, sowie Gravurwerkzeuge für Glas-Kugler bzw. Glas-Raffineure. Lothar Beckels Mutter Ilse war weltgewandt, sie hatte jahrelang in der Schweiz und in Frankreich gelebt, weswegen sie fließend Französisch sprach. Sein Vater Edwin wurde im Zweiten Weltkrieg, im Jahr 1940, eingezogen und war als Maschinist auf dem holländischen Tankschiff MS RANSDORP tätig, das von der Kriegsmarine konfisziert worden war; das Kriegsende erlebte er als Gefangener der Royal Navy. Ilse Beckel führte den Betrieb mit ca. 35 Beschäftigten bis zur Enteignung 1945 weiter. Danach wurde sie mit ihrem Sohn nach Obříství im Kreis Melnik verbracht, wo sie auf einem ehemaligen Gutshof Zwangsarbeit leisten musste; am 23. Dezember 1947 musste bzw. konnte sie mit ihrem Sohn Lothar die Tschechoslowakei verlassen.
Nach der Vertreibung der Familie aus dem Sudetenland in Folge des Zweiten Weltkriegs, kamen Mutter und Sohn Beckel Ende 1947 nach Bad Ischl, wo der 1946 aus der englischen Kriegsgefangenschaft entlassene Vater bereits wieder als technischer Leiter in einer Glasfabrik arbeitete, nämlich bei Franz Voigts »Glasmanufaktur Bad Ischl«. Franz Voigt (* 27. Juni 1898) war zuvor langjähriger Direktor der berühmten Glasfabrik Moser in Karlsbad gewesen.

## Laufbahn
Lothar Beckel studierte zunächst in Linz Maschinenbau, besuchte dann aber die Hochschule für Welthandel in Wien, die er mit dem Grad Diplomkaufmann absolvierte. Anschließend arbeitete er im neu geschaffenen väterlichen Betrieb, den er 1973 übernahm: die Firma »MSU-Spezialerzeugnisse • EDWIN BECKEL« in der Salzburger Straße 38 in Bad Ischl. In ihr wurden korrosionsbeständige Bügel, Leitern, Geländer für Kanäle, Kläranlagen, Brunnen, Wasserspeicher, Kraftwerke, Silos, Fassaden usw. hergestellt. 1995 wurde die Firma veräußert und bis 2012 als »B-E-K-L-Bad Ischler Edelstahl-Konstruktions- und Leichtmetallbau GmbH« fortgeführt.
1962 hatte er bereits seine wissenschaftliche Laufbahn im Bereich der Geografie und der Satellitenbeobachtung begonnen. 1972 tauchten die ersten Satellitenbilder auf, die veröffentlicht wurden, und Beckel gehörte zu den „Wissenschaftern der ersten Stunde“, die sich mit der neuen Materie intensiver beschäftigten. Am Institut für Geografie und Regionalforschung der Universität Wien war er über lange Jahre als Universitätsdozent tätig.
1977 war Beckel einer der sechs Kandidaten aus Österreich bei der Astronautenauswahl der Europäischen Weltraumorganisation (ESA).
Von 1984 bis 2007 war Beckel Inhaber eines Kartographieunternehmens zur Auswertung von Satellitenbilddaten und der Herstellung und dem Vertrieb kartografischer Produkte. Die GEOSPACE Beckel Satellitenbilddaten Gesellschaft m.b.H. sowie die Geospace International GmbH waren dabei als Institut für angewandte Forschung und praktische Anwendung von Fernerkundung mit Satellitenbilddaten und geographischen Informationssystemen tätig.

## Ehrungen
- 1989: Ritter-von-Gerstner-Medaille der Sudetendeutschen Landsmannschaft
- 2002: Mitglied der Europäischen Akademie der Wissenschaften und Künste
- 2005: Ehrenmitgliedschaft der Österreichischen Geographische Gesellschaft in Würdigung der „innovativen Nutzbarmachung von Fernerkundung mit Satellitenbilddaten für angewandte geographische Forschung“
- 2008: Wissenschaftspreis des Sudetendeutschen Kulturpreises
- 2008: Berufung zum ordentlichen Mitglied der Naturwissenschaftlichen Klasse der Sudetendeutschen Akademie der Wissenschaften und Künste

## Werke
- mit Alexander Tollmann und Franz Zwittkovits: Österreich im Satellitenbild. 27 Satellitenaufnahmen und 42 Flugbilder. Otto Müller Verlag, Salzburg 1976, ISBN 3-7013-0526-9.
- Archaeologie in Oesterreich. Flugbilder - Fundstätten – Wanderungen. Residenz Verlag, Salzburg 1983, ISBN 3-7013-0526-9.
- mit Franz Zwittkovits (Hrsg.): Das neue Bild der Alten Welt: Ein Satellitenbild-Atlas. RV-Verlag, Berlin 1988, ISBN 3-575-11759-4.
- Lothar Beckel (Hrsg.): Satellite Remote Sensing Forest Atlas of Europe. Justus Perthes Verlag, Gotha 1995, ISBN 3-623-00035-3.
- (GORS) General Organization of Remote Sensing, Damascus, Syrian Arab Republic (Hrsg.): Syria Space Image Atlas. Prisma Verlag GmbH, München / Salzburg 1996, ISBN 3-85313-018-6 (englisch, arabisch).
- Lothar Beckel (Hrsg.): Megacities - Megarisks (The European Space Agency's Contribution to a Better Understanding of a Global Challenge). Geospace Verlag, Bad Ischl 2001, ISBN 978-3-85313-051-3.
- mit Julia Beckel: Österreich-Satelliten-Bildatlas. Hrsg.: Lothar Beckel. Geospace Verlag, Bad Ischl 2004, ISBN 3-85313-100-X.
- mit Abdul Malik Abdurahman Al al-Sheikh u.a.: Space Image Atlas of the Kingdom of Saudi Arabia. Hrsg.: Prince Sultan Research Center for Environment, Water and Desert. Riyadh 2007, ISBN 9960-57-011-8 (englisch, arabisch).
- mit Abd-ar-Raḥmān Qāsim al-Miṣbāḥī / Ibrāhīm Saʿīd al-Simāwī (Hrsg.): Satellite Image Atlas of the Republic of Yemen. Yemen Remote Sensing Center, Sanaa 2010, ISBN 978-3-85313-135-0 (englisch, arabisch).